# Tüpfelguan

Verbreitungsgebiet des Tüpfelguans

Der Tüpfelguan (Ortalis guttata), Syn. Penelope guttata ist eine Vogelart aus der Ordnung der Hühnervögel (Galliformes).
Die Art wurde als konspezifisch mit dem Motmotguan (O. motmot) und Gelbbrauenguan (O. superciliaris) angesehen.
Der Vogel kommt in großen Teilen des westlichen und südlichen Amazonasbeckens vor: in Bolivien, Brasilien, Ecuador, Kolumbien und Peru.
Der Lebensraum umfasst Galeriewald, Sekundärwald, Waldränder, niedig gewachsene Waldabschnitte, kleine Waldinseln in Savanne in Bolivien, oft dicht an Siedlungen, Dickicht, grasbewachsene Hänge, Palmenhaine, auch auf Flussinseln und Várzea sowie Bambuswälder bis 1700 m Höhe.
Der Artzusatz kommt von lateinisch guttatus ‚gefleckt, mit Tropfen versehen‘.

## Merkmale
Die Art ist 49–55 cm groß, ein Guan mit relativ langen Beinen und langem Hals, mit kurzem, gebogenem und kräftigen Schnabel. Das Gefieder ist überwiegend braun mit weißlichen Flecken auf Kopf und Nacken, am Hals gefleckt und an der Brust geschuppt aussehend. Kopf und Nacken sind etwas dunkler und grauer, die Kehle weist in der Mitte einen ungefiederten rötlichen Fleck auf, der Rücken zeigt etwas kastanienbraun, der Schwanz glänzt bronzefarben, die äußeren Schwanzfedern tragen rotbraune Ecken. Die Unterseite ist hell grau-braun, der Steiß ist hell rötlich. Die Beine sind rot, der kleine Kehlsack ist rot.
Die Iris ist dunkel braun oder rötlich-braun, die breite unbefiederte Haut um das Auge schieferblau. Der Schnabel ist grau-blau, die Beine und Füße sind rosafarben.
Die Geschlechter unterscheiden sich kaum, beim Männchen sind die Federn von Kehle bis Brust vielleicht etwas gelbbrauner berandet. Jungvögel sehen wie die Altvögel aus.
Die Art unterscheidet sich vom Kolumbienguan (O. columbiana) durch wesentlich geringere Größe, breitere und undeutlicher begrenze schuppige Zeichnung an der auch brauneren Brust, durch schwärzere Kopfkappe, kräftiger braune Färbung der Oberseite. Vom Ostbrasilienguan (O. araucuan) und vom Schuppenguan (O. squamata), die beide nicht im gleichen Ausbreitungsgebiet vorkommen, unterscheidet der Vogel sich durch wesentlich mehr kastanien-rotbraun an der Schwanzunterseite und der schwärzlichen Kopfkappe, auch ist der Ruf etwas unterschiedlich.

## Geografische Variation
Folgende Unterarten werden anerkannt:
- O. g. guttata (Spix, 1825), Nominatform, – Ostkolumbien bis Ecuador, Peru, Nordbolivien und angrenzendes Nordwestbrasilien
- O. g. subaffinis Todd, 1932, – Ost- und Nordostbolivien und angrenzendes Südwestbrasilien, etwas brauner und weniger dunkel, ohne kastanienbraun am Mantel, Stirn und Brust erscheinen mehr geschuppt, etwas größer als Nominatform
- O. g. remota Pinto, 1960, – Südostbralisien, rötlicher Scheitel, oben blasser, mehr olivfarben, Bürzel wesentlich dunkler kastanienbraun, größere, aber unschärfer abgegrenzte weiße Zeichnung an Nacken und Brust

Einige frühere Unterarten gelten jetzt als selbständige Arten:
- Ortalis guttata araucan wurde Ostbrasilienguan (O. araucuan)
- Ortalis guttata columbiana wurde Kolumbienguan (O. columbiana)
- Ortalis guttata squamata wurde Schuppenguan (O. squamata)

## Stimme
Der Ruf wird als rasch wiederholte, rhythmische 5-tönige Folge „ha-ga-GAA-gogok“, „rah-KA’DUK-kah!“, „cha-cha’LAH-kah!“ oder „wa-cha-ra o wa-cha-ra-ca“ beschrieben. Die Art ist ruffreudig und zeigt wie andere Guans dieser Gattung individuelle und geographische Variationen im Gesang.

## Lebensweise
Die Art ist vermutlich ein Standvogel.
Die Nahrung besteht aus Kätzchen von Ameisenbäumen,  Früchten von Schefflera morototoni, Araliengewächsen, Mahagonigewächsen und ähnlichen, die meist im Unterholz oder in mittlerer Baumhöhe meist in kleinen Gruppen von bis zu 7 Individuen gesucht werden, nur selten am Erdboden. Die Art besucht Futterstellen mit Bananen.
Das Gelege besteht aus 3–4 weißen Eiern, die über 21 Tage bebrütet werden.

## Gefährdungssituation
Der Bestand gilt als „nicht gefährdet“ (Least Concern).